# Skyforger (album)
Albums de Amorphis
Silent Waters
(2007) The Beginning of Times
(2011)
Singles
1. Silver Bride
Sortie : 22 avril 2009
2. From the Heaven of My Heart
Sortie : 30 octobre 2009

Skyforger est le neuvième album studio du groupe de metal Amorphis, sortie en 2009 chez Nuclear Blast.
C'est un album-concept, dont les paroles sont basées sur le Kalevala et sont écrites par Pekka Kainulainen. Elles se concentrent sur le personnage Ilmarinen.

## Sortie et promotion
Le single Silver Bride est sorti en Finlande uniquement, où il a atteint la première place des ventes. Il contient le titre Silver Bride en version radio (radio edit) et dans sa version album, ainsi que le titre Separated.
Skyforger est sorti le 27 mai 2009 en Finlande, le 29 mai dans le reste de l'Europe et le 16 juin aux États-Unis.

## Liste des pistes
Toutes les paroles sont écrites par Pekka Kainulainen.
| 1.    | Sampo                       | Kallio     | 6:08 |
| 2.    | Silver Bride                | Holopainen | 4:13 |
| 3.    | From the Heaven of My Heart | Kallio     | 5:20 |
| 4.    | Sky Is Mine                 | Kallio     | 4:20 |
| 5.    | Majestic Beast              | Holopainen | 4:19 |
| 6.    | My Sun                      | Koivusaari | 4:04 |
| 7.    | Highest Star                | Holopainen | 4:44 |
| 8.    | Skyforger                   | Holopainen | 5:15 |
| 9.    | Course of Fate              | Kallio     | 4:15 |
| 10.   | From Earth I Rose           | Joutsen    | 5:04 |
| 47:42 |                             |            |      |

| Pistes bonus | Pistes bonus    | Pistes bonus | Pistes bonus | Pistes bonus | Pistes bonus | Pistes bonus | Pistes bonus | Pistes bonus | Pistes bonus |
| No           | Titre           | Durée        |              |              |              |              |              |              |              |
| ------------ | --------------- | ------------ | ------------ | ------------ | ------------ | ------------ | ------------ | ------------ | ------------ |
| 11.          | Godlike Machine | 5:18         |              |              |              |              |              |              |              |
| 12.          | Separated       | 4:17         |              |              |              |              |              |              |              |
| 57:17        |                 |              |              |              |              |              |              |              |              |

## Classements
Skyforger est entré dans le classement finlandais à la première place, à laquelle il est resté deux semaines. Au total, il est resté dans le top 50 finlandais pendant 22 semaines.
| Classement      | Meilleure place |
| --------------- | --------------- |
| Allemagne       | 55              |
| Autriche        | 74              |
| Finlande        | 1,              |
| Suisse          | 48              |
| Top Heatseekers | 33              |

## Personnel

### Amorphis
- Tomi Joutsen : chant
- Esa Holopainen : guitare solo
- Tomi Koivusaari : guitare rythmique
- Niclas Etelävuori : basse
- Santeri Kallio : claviers, synthétiseur, piano, orgue
- Jan Rechberger : batterie, percussions
- Amorphis - arrangements

### Musiciens additionnels
- Iikka Kahri : flûte, saxophone
- Jouni Markkanen : chœurs
- Peter James Goodman : chœurs
- Tommi Salmela : chœurs
- Marco Hietala : chœurs

### Production
- Marco Hietala : production du chant
- Sami Koivisto : ingénieur du son
- Mikko Karmila : mixage
- Mika Jussila : mastering
- 伊藤政則 (Itoh Masanori (Masa Itoh)) : notes du livret japonais

### Paroles
- Pekka Kainulainen : paroles
- Erkki Virta : traduction des paroles
- 国田ジンジャ一 (Ginger Kunita) : traduction des paroles en japonais

### Photographie
- Travis Smith - couverture de l'album
- Denis Goria - photographie du groupe